# Амасийский район
Амасийский район — административно-территориальная единица в составе Армянской ССР и Армении, существовавшая в 1930—1995 годах. Центр — село Амасия.

## Население
По данным 1939 года, 68 % жителей района были азербайджанцами, 30 % — армянами.

## История
Амасийский район был образован в 1930 году как Агбабинский район. 
В 1951 году район был упразднён и объединён с Гукасянским районом, но в 1956 восстановлен. Вновь упразднён в 1962 году. В 1963 году вновь восстановлен.
Упразднён в 1995 году при переходе Армении на новое административно-территориальное деление, став частью Ширакской области.

## География
На 1 января 1948 года территория района составляла 534 км².

## Административное деление
По состоянию на 1948 год район включал 19 сельсоветов: Азизбековский, Амасийский, Бандиванский, Гёллинский, Гюллибулагский, Гюллиджинский, Джардзорский, Дузкендский, Ибишский, Конджалинский, Кузикендский, Магараджукский, Норахпюрский, Оксюзский, Охчоглинский, Чивинлинский, Балыхлинский, Шурабадский.